# Kompozitum funkcij
Kompózitum ali sestáva funkcij je matematična operacija v množici funkcij. Operacijo kompózitum označimo s krogcem ({\displaystyle \circ }). Postopek računanja kompozituma imenujemo tudi komponiranje ali sestavljanje, dobljeni rezultat pa se imenuje sestavljena funkcija (zastarelo: superpozicija). 
Sestavljena funkcija {\displaystyle f\circ g} deluje tako, da dani podatek najprej preslika s funkcijo g, dobljeni element pa potem preslika še s funkcijo {\displaystyle f}. 
{\displaystyle (f\circ g)(x)=f(g(x))}
To pomeni, da je rezultat funkcija {\displaystyle f} od {\displaystyle g(x)}, zato kompozitum beremo tudi {\displaystyle f\circ g} kot f od g.
V splošnem lahko dobimo kompozitum {\displaystyle f\circ g} samo če je zaloga vrednosti funkcije {\displaystyle g} podmnožica definicijskega območja funkcije {\displaystyle f}.
V množici funkcij, ki preslikajo dano množico samo vase, lahko izračunamo kompozitum poljubnih dveh funkcij. Identična funkcija (identiteta) je nevtralni element za kompozitum.
Kompozitum je vedno asociativna operacija: {\displaystyle f\circ (g\circ h)=(f\circ g)\circ h}
Kompozitum ni komutativna operacija, kar pomeni, da {\displaystyle f\circ g} praviloma ni isto kot {\displaystyle g\circ f}.
Zgled: za funkciji {\displaystyle f(x)={\frac {1}{2x+3}}} in {\displaystyle g(x)={\sqrt {x}}} dobimo:
{\displaystyle (f\circ g)(x)={\frac {1}{2{\sqrt {x}}+3}}}
{\displaystyle (g\circ f)(x)={\sqrt {\frac {1}{2x+3}}}}